# Côme (musicien, né en 1994)
Côme (/kom/[1] ; né le 29 décembre 1994), nom de scène de Lucien Carreau, est un chanteur, acteur et musicien français, principalement connu pour ses rôles dans les opéras rock Le Rouge et le Noir et Starmania. Finaliste de The Voice : la Plus Belle Voix en 2015, il a créé le rôle de Julien Sorel dans Le Rouge et le Noir (2016-2020) avant de reprendre le rôle mythique de Johnny Rockfort dans la nouvelle production de Starmania en 2022.
En 2024, il fonde le projet musical NOVA NOIR avec le guitariste Edouard Algayon, mêlant influences grunge, métal et électro. Le groupe entame une tournée en Chine en juin 2025 (Shanghai et Hangzhou) et participe à la série de concerts New Year Rock & Musical Live: We'll Rock You!, dont une deuxième saison est programmée suite au succès de la première.
Sa carrière débute comme chanteur et guitariste du groupe de rock Deuce avant de se tourner vers les comédies musicales. Ses performances sont saluées pour leur "énergie brute" (Sound of Violence) et sa polyvalence vocale, particulièrement dans Starmania où la presse souligne ses "aigus magistraux" 

## Biographie

### 2004-2010: Enfance et apprentissage
À l'âge de dix ans, il découvre le rock avec l'album Des visages des figures de Noir Désir. Rapidement, il possède sa première guitare et commence à jouer en regardant des tutoriels sur YouTube.
Alors qu'il avait d'abord exploré le dessin et l'animation (jusqu'à travailler en studio et réaliser un court-métrage à 15 ans), c'est à l'âge de 16 ans qu'il a finalement opté pour la musique, abandonnant ses études.

### 2011-2014: Débuts sur la scène rock avec Deuce
En 2011, il crée avec quatre autres jeunes musiciens le groupe de rock Deuce. Côme s'impose en chanteur et guitariste principal, Pierrick Mell s'illustre au chant et à la guitare rythmique, Nicolas Frey est aux claviers, Romain Liger joue de la basse et Hugo Zeitter occupe le statut de batteur. Le groupe se fait remarquer dans divers festivals de rock.
À l'occasion d'un concours, Deuce et The Blow Up sont amenés à faire la première partie du concert de Razorlight à l'Olympia. Le site spécialisé Sound of Violence loue du « rock à l'état brut. Heureux d’être sur la scène de l’Olympia, les deux groupes assurent le show presque comme de vrais professionnels ».

### 2015: Le tremplinThe Voice
En 2015, il participe à la quatrième saison de The Voice : La Plus Belle Voix, dont il devient finaliste dans l'équipe de la chanteuse Jenifer. Son parcours dans l'émission surprend le jury et les critiques, Jenifer ayant été la seule à se retourner lors des auditions à l'aveugle. Paris Match lui consacre un portrait élogieux titré Le baby rockeur devenu grand : « Épreuve après épreuve, Côme a su imposer son style et conquérir un à un les jurés. Ses interprétations sensuelles et passionnées de grands classiques [...] lui permettent d'accéder aux primes sans grande difficulté. Ses succès lui font gagner en assurance et il se dévoile sous un nouveau jour lors du premier direct ».
Au cours de l'émission, il chante notamment Feeling Good (Nina Simone), Message in a Bottle (Police), La Bombe humaine (Téléphone), Rodéo (Zazie), Careless Whisper (George Michael) ou encore Skinny Love en duo avec Birdy, l'interprète originale du titre.
Le télé-crochet lui permet de rencontrer Bruno Berberes, directeur de casting pour TF1. Ce dernier le contacte en janvier 2016 pour passer une audition. À la clef : un opéra rock co-signé par Zazie, Le Rouge et le Noir. Côme rencontre une partie de l'équipe, travaille les quelques titres qui lui sont proposés et, très rapidement, décroche le rôle.

### 2016-2023: Entre opéras rock et projets personnels

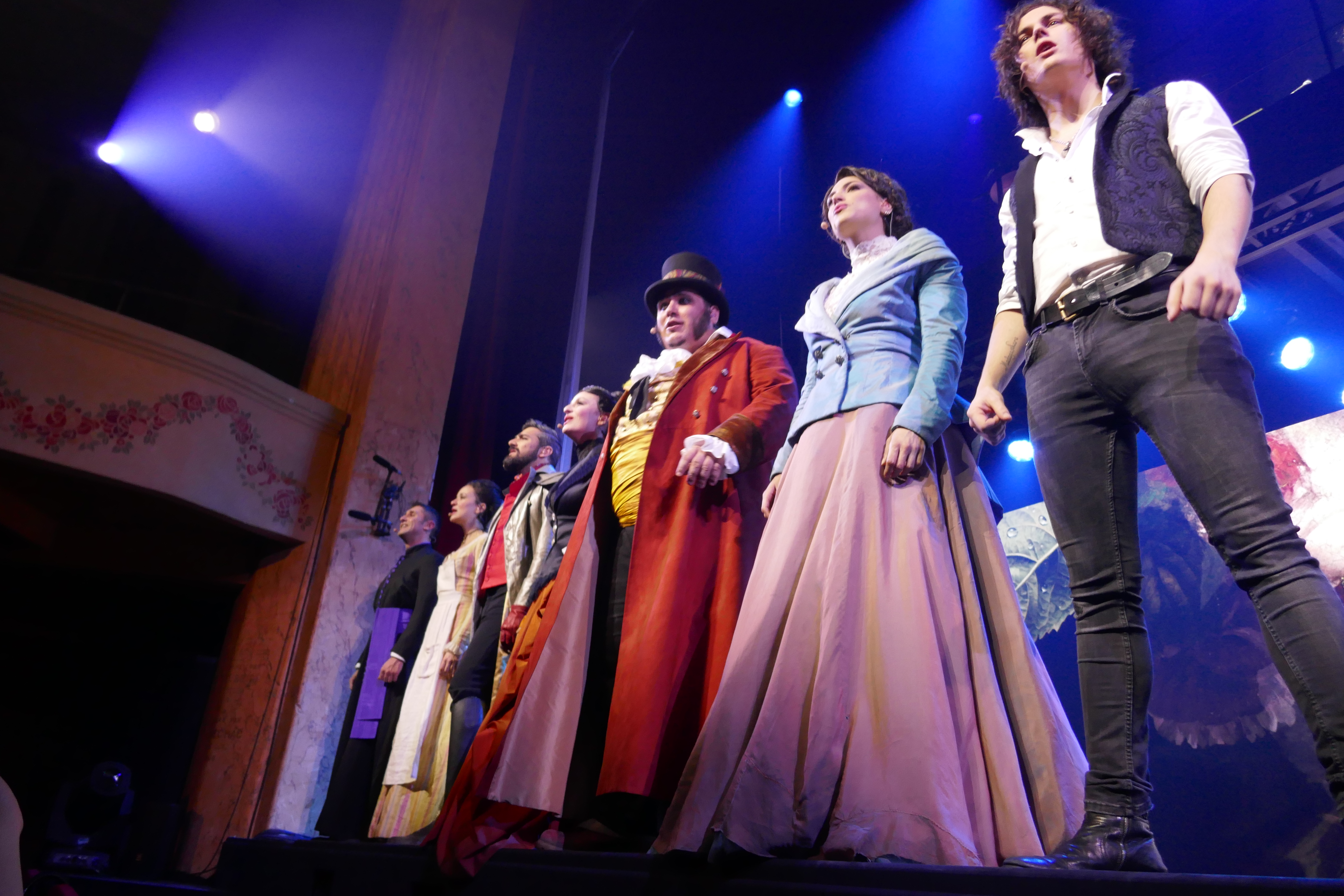
Côme, au premier plan, à droite, lors d'une représentation du Rouge et le Noir.

En 2016, Côme est officiellement annoncé à l'affiche du Rouge et le Noir. Il y campe le rôle principal, celui de Julien Sorel. Le chanteur doit expérimenter pour la première fois la comédie : « Je n'ai jamais joué la comédie auparavant. Ça a été un travail de fond et c'en est toujours un. C'est aussi le challenge que je recherchais » ; « ce qui me plaît, c’est aussi le fait de pouvoir toucher un peu à tout, de pouvoir rentrer dans la peau de [ce personnage] ». S'il reconnaît être peu attiré par les comédies musicales en général, la singularité du projet et le défi qu'il représente le séduisent : « On parle d'opéra rock mais c'est un vrai show live »: « Il y a cinq musiciens en permanence avec nous sur scène, et ça, c'est plutôt cool. L'équipe aussi m'a donné envie de me lancer, tout comme le fait de jouer au Palace ». Pour l'occasion, Côme renoue avec l'œuvre originale de Stendhal : « j'étais trop jeune quand j'ai commencé à la lire. Je ne comprenais pas le bouquin mais aujourd'hui, j'ai plus ou moins l'âge de Julien Sorel et je suis plus à même de le comprendre et de plonger dans l'histoire [...] je trouve ce livre phénoménal ».
Ses débuts dans l'opéra rock sont bien accueillis : Steven Bellery (RTL) affirme que le jeune artiste, « rock et rebelle », constitue « la surprise du casting » ; Céline Evain (Le Courrier de Mantes) juge que « vocalement, [il] se démarque clairement » ; Jean-Yves Devendeville (Cultures-J) voit en lui « un Julien Sorel convainquant et captivant ».
En parallèle, Côme peaufine ses projets personnels et sort en 2019 un 1er EP, From the Basement.
Il campe à nouveau Julien Sorel lors de la tournée en Asie du Rouge et le Noir, du 3 octobre au 17 novembre 2020. La presse chinoise est élogieuse et les comparaisons érigées s'avèrent plus que flatteuses : « les spectateurs ne manquent pas de comparer Gérard Philipe qui incarne Julien dans le film, à Côme, auteur, compositeur et interprète de 25 ans. Si certains spectateurs âgés ont une prédilection pour le premier, le jeune public, majoritairement féminin, est conquis par Côme. Le jeune chanteur, avec ses cheveux bouclés, sa gaucherie enfantine et son air mélancolique, colle si bien au personnage qu’il est qualifié de "Julien qui sort du roman" ».

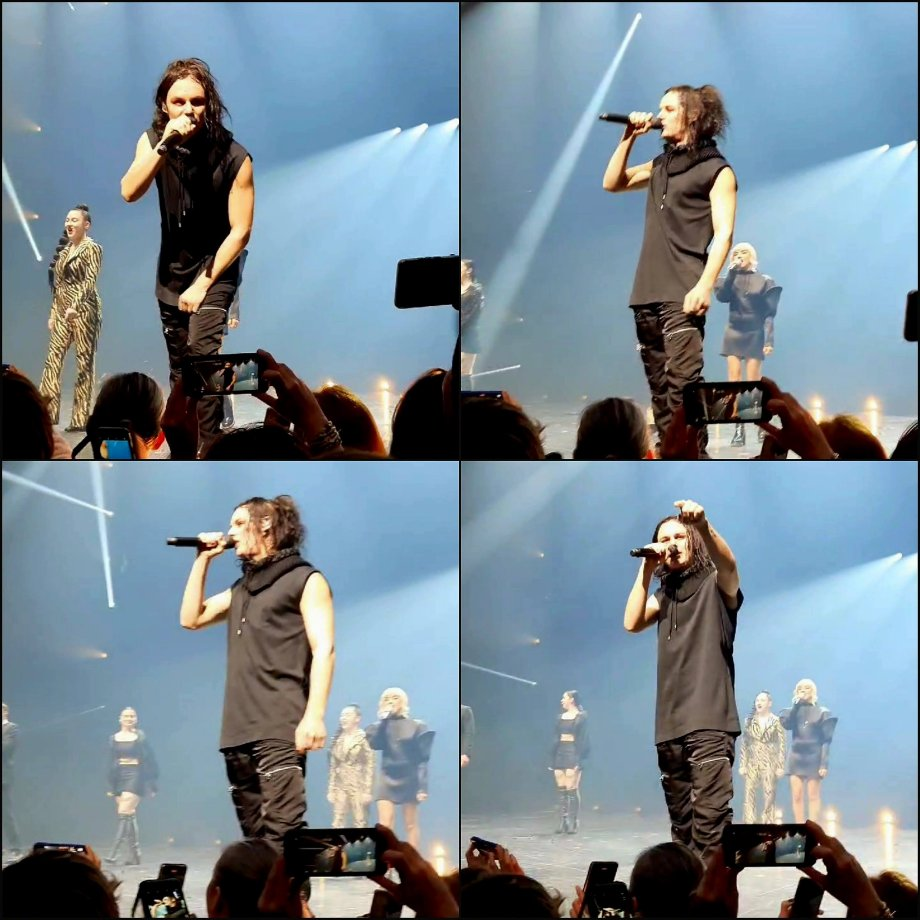
Côme lors du final de Starmania, à La Seine Musicale.

En 2022, il est annoncé à l'affiche de la nouvelle mouture de Starmania, mise en scène par Thomas Jolly. Il succède à Daniel Balavoine dans le rôle de Johnny Rockfort. Selon lui, son personnage « ne croit pas en la société dans laquelle il se trouve. Il est en contradiction totale avec elle. [...] Et, en même temps, il est complètement perdu. C'est un rebelle au cœur tendre ultra violent. [...] L'idée c'est d'apporter une touche différente à ce personnage et de rester dans mon époque. [...] Je me contente de taper juste dans le personnage, de le rendre crédible. Je veux le faire vivre le plus honnêtement possible sans tomber dans les clichés ». Le spectacle, repoussé en raison du Covid-19, est présenté en avant-première le 7 octobre 2022, à Nice. Grand succès public et critique, Starmania est joué à la Seine Musicale avant de partir en tournée courant 2023. Le spectacle est prolongé en 2024 avec une nouvelle résidence parisienne et une seconde tournée.
La performance de Côme est à nouveau bien reçue par la presse. Le Point salue son interprétation et affirme que « le successeur de Balavoine navigue dans les octaves avec une facilité déconcertante »

Côme et Lilya Adad avec un trophée de la 34e cérémonie des Molières

. L'écho est similaire du côté du Parisien, où la critique souligne une « voix au grain délicieux » qui gagne en assurance au fil du show (
« On le juge d'abord un brin timide sur les aigus comparé à [Balavoine] ? Il remet tout le monde à sa place sur SOS d'un Terrien en détresse »).
Lors de la 34e cérémonie des Molières en 2023, la comédie musicale Starmania a remporté deux récompenses : Meilleure création musicale et Meilleure création visuelle. Côme, membre de la distribution originale, était présent à la cérémonie. La photographie officielle le montre aux côtés de ses co-stars du spectacle, posant avec les trophées.

### 2024-présent: Expérimentations musicales et percée internationale

Photo de groupe des artistes de We Will Rock You - Season 1

Après son passage dans Starmania, Côme s'associe au guitariste Édouard Algayon pour fonder le groupe NOVA NOIR. Leur collaboration donne naissance à plusieurs titres qui rencontrent un franc succès auprès du public. En juin 2025, le groupe entame une tournée chinoise avec des concerts à Shanghai et Hangzhou, profitant de la popularité asiatique acquise par Côme suite à Le Rouge et le Noir.

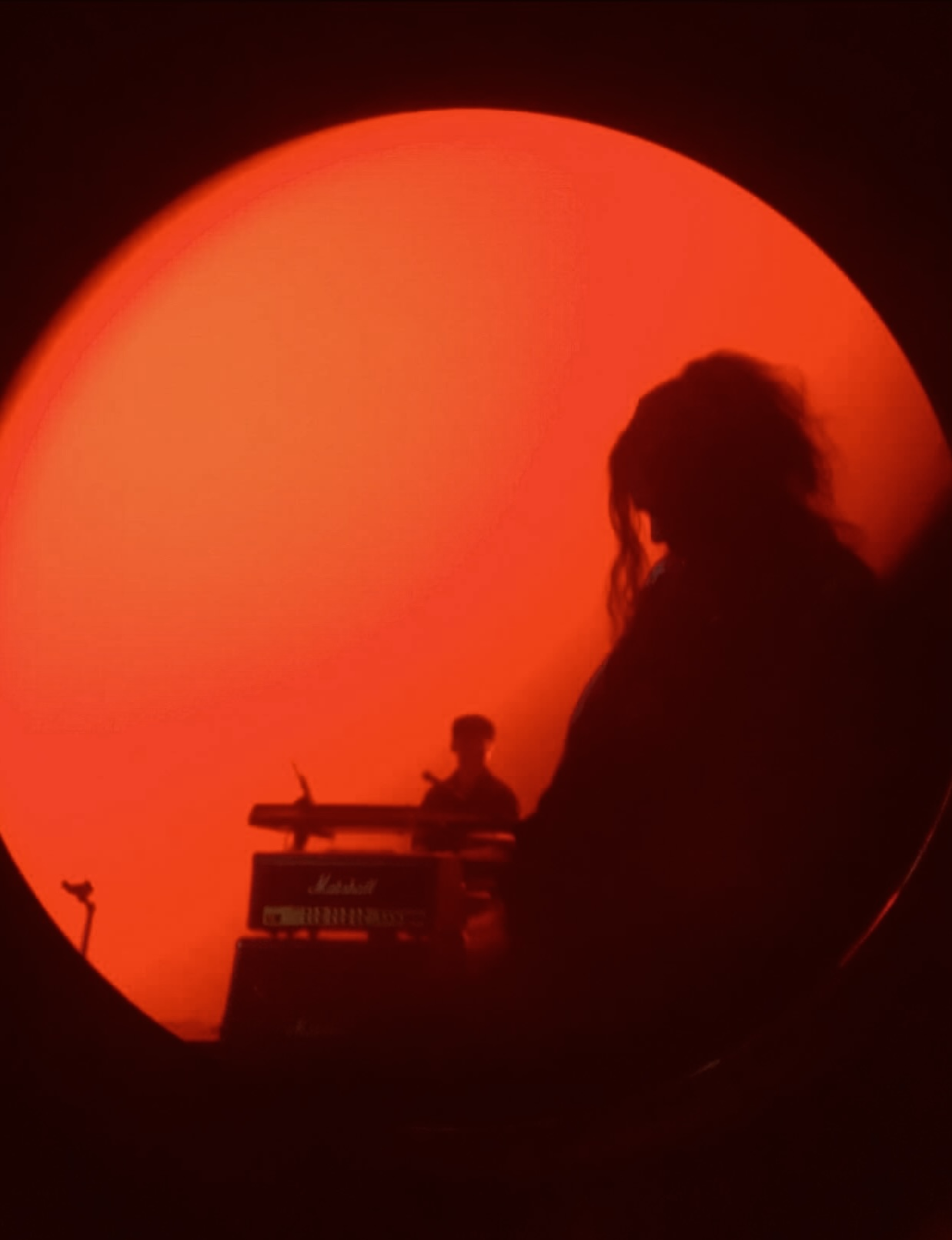
"We Will Rock You - Season 2" à Shenzhen en juillet 2025

L'année 2025 est marquée par plusieurs participations notables :
- Janvier 2025 : Côme prend part au spectacle New Year Rock & Musical Live: We'll Rock You! (tournée chinoise), un événement célébrant les comédies musicales rock. Il partage la scène avec des artistes renommés comme John Eyzen, Anton, Juliette Moraine, Clémence Illiaquer et Barbara Sonnino. Le succès de cette première édition est tel qu'elle donne lieu à une seconde saison.

Juillet-août 2025 : We'll Rock You! Season 2 (tournée chinoise) voit Côme interpréter des chansons originales de NOVA NOIR ainsi que des reprises de comédies musicales, confirmant son talent d'interprète polyvalent. 

Photo promotionnelle officielle de NOVA NOIR

### Vie privée
À l'occasion de l'émission de radio Lahaie, l'amour et vous, Côme est revenu sur son parcours sentimental : il a expliqué qu'à l'âge de dix-huit ans, il a entretenu une relation avec une femme de quinze ans son aînée.
• Se distingue par un tatouage du mot malgache « Madagasikara » sur le bras droit, symbole personnel d'un événement significatif de sa vie.
• Entretient une relation sentimentale avec Lilya Adad, rencontrée lors de la production de l'opéra-rock Starmania où ils partageaient la scène.
De 2018 à 2021, il a été en couple avec la photographe et mannequin Alison Koch-Chevalier.

## Télévision
- 2015 : Saison 4 de The Voice : La Plus Belle Voix

## Musicographie

### Spectacles musicaux
- 2016 : Le Rouge et le Noir : Julien Sorel
- 2022 : Starmania : Johnny Rockfort

### Discographie

#### Deuce

##### Singles
- Ascent to Heaven (2012)
- Never Forget Your Cast (2012)
- My Valentine (2012)
- Thinker of Violence and Desire (2012)

#### Spectacles musicaux

##### Albums
- Le Rouge et le Noir (2016) : participation à six titres (La Gloire à mes genoux ; Les Maudits Mots d'amour ; Dans le noir je vois rouge ; Sans elles ; Il aurait suffi ; Éviter les roses)

##### Singles
- La Gloire à mes genoux - Extrait du Rouge et le Noir (2016)[19]
- Les Maudits Mots d'amour - Extrait du Rouge et le Noir, quatuor avec Haylen, Julie Fournier et Cynthia Tolleron (2016)[20]
- Dans le noir je vois rouge - Extrait du Rouge et le Noir, duo avec Haylen (2016)

#### Carrière solo

##### Singles
- Catch the feeling (2018)
- Destroy you, destroy ya (2018)

## Récompenses et nominations
- Les Trophées de la comédie musicale 2023 : Artiste masculin (nomination)